# Karlsbad (regio)
De regio Karlsbad (Tsjechisch: Karlovarský kraj) is een Tsjechische bestuurlijke regio in het uiterste westen van het land (tevens van het vroegere gebied Bohemen).
De hoofdstad is Karlsbad (Tsjechisch: Karlovy Vary). Hier is het gebied ook naar vernoemd. In de regio Karlsbad liggen de Okresy (districten) Cheb, Karlsbad en Sokolov. De regio staat vooral bekend om zijn kuuroorden.
Enkele steden en dorpen zijn:
- Karlsbad
- Aš
- Mariënbad
- Sokolov
- Cheb
- Vojtanov
- Velká Hleďsebe
- Loket
- Toužim
- Chodov
- Františkovy Lázně
- Jáchymov